# Dom Mansjonarzy w Tarnowie
Dom Mansjonarzy w Tarnowie (także Dom Mansjonariuszy, Kanonia I) – zabytkowy budynek znajdujący się przy placu Katedralnym w Tarnowie. Obecną formę otrzymał w XVIII wieku. Przez lata pełnił różne funkcje, służył m.in. jako siedziba szkoły i instytucji kościelnych oraz patriotycznych. Współcześnie znajdują się w nim pomieszczenia chóru katedralnego Pueri Cantores Tarnovienses, oraz sale wystawowe tarnowskiego Muzeum Diecezjalnego.

## Lokalizacja
Budynek zwany domem Mansjonarzy, Kanonią I lub domem Mansjonariuszy znajduje się na tarnowskiej Starówce, w północno-zachodniej części placu Katedralnego, pod adresem plac Katedralny 4, w niewielkiej odległości od wieży bazyliki katedralnej. Wchodzi w skład ścisłej zabudowy północnej pierzei placu. Od wschodu przystawiony jest do budynku Sądu Biskupiego, tzw. Kanonii II, a od zachodu do domu Mikołajowskiego, z którym posiada wewnętrzne połączenie. Tylna ściana budowli posadowiona jest na dawnych murach i fortyfikacjach miejskich.

## Historia

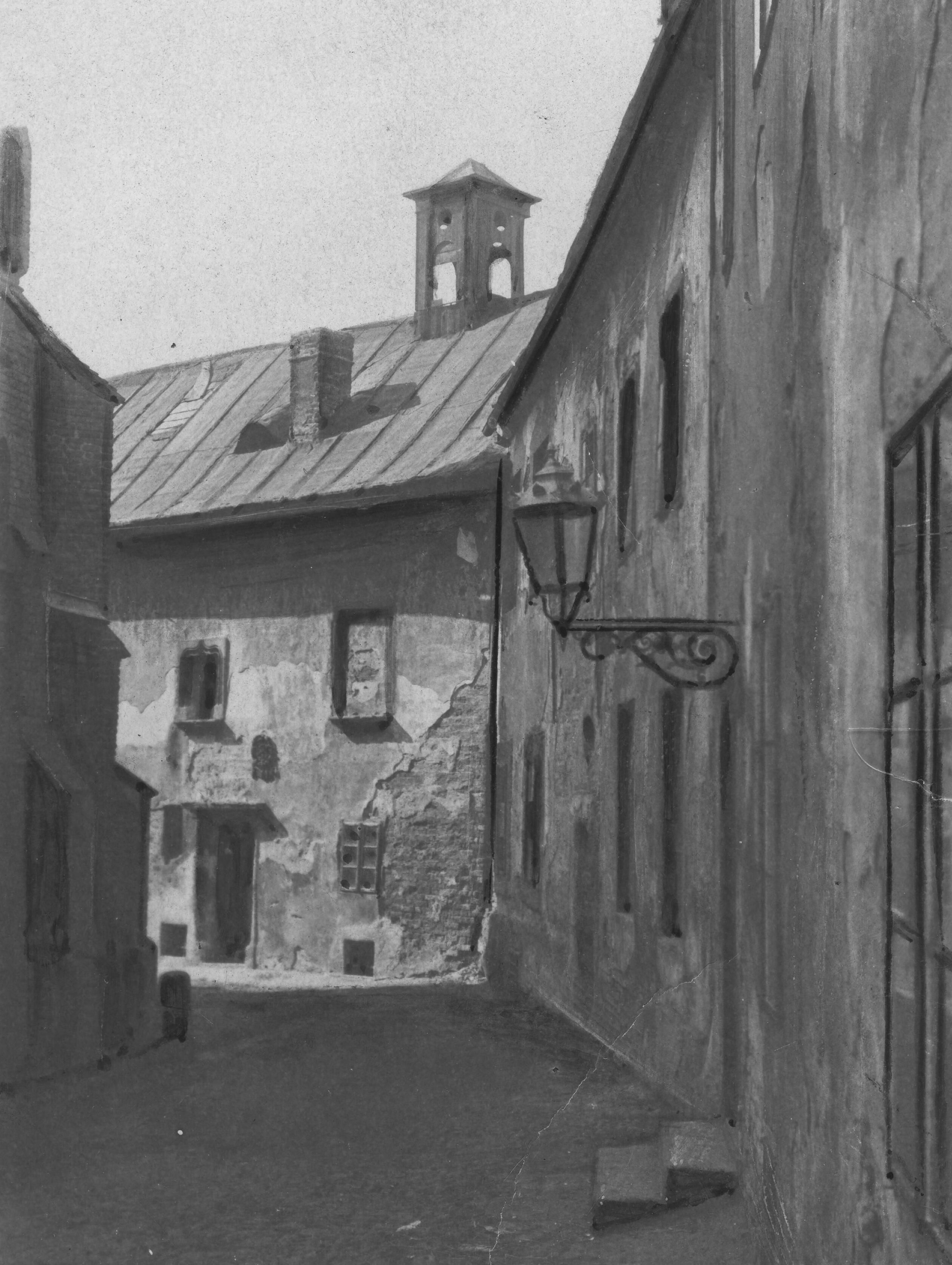
Dom Mansjonariuszy (po prawej) na początku XX wieku

Nieznana jest dokładna data powstania kamienicy. Od XV wieku jej parcelę zajmowały przypuszczalnie dwa drewniane budynki, najprawdopodobniej domy prebendy św. Bartłomieja (od zachodu) i prebendy zamkowej (od wschodu), których istnienie zostało potwierdzone przez Jana Długosza około roku 1470. O fakcie istnienia pierwotnie dwóch budynków może świadczyć m.in. szerokość działki, większa od sąsiednich, na których znajdują się budynki Sądu Biskupiego i domu Mikołajowskiego.

Drewniane budynki prawdopodobnie spłonęły podczas pożarów, które występowały w mieście pod koniec XV w., po czym odbudowano je, prawdopodobnie jako murowane, na przełomie wieków XV i XVI. Ich istnienie potwierdzone jest na podstawie informacji o zamianach nieruchomości w 1527 roku oraz dzięki wizytacji kardynała Jerzego Radziwiłła z 1597 roku. 

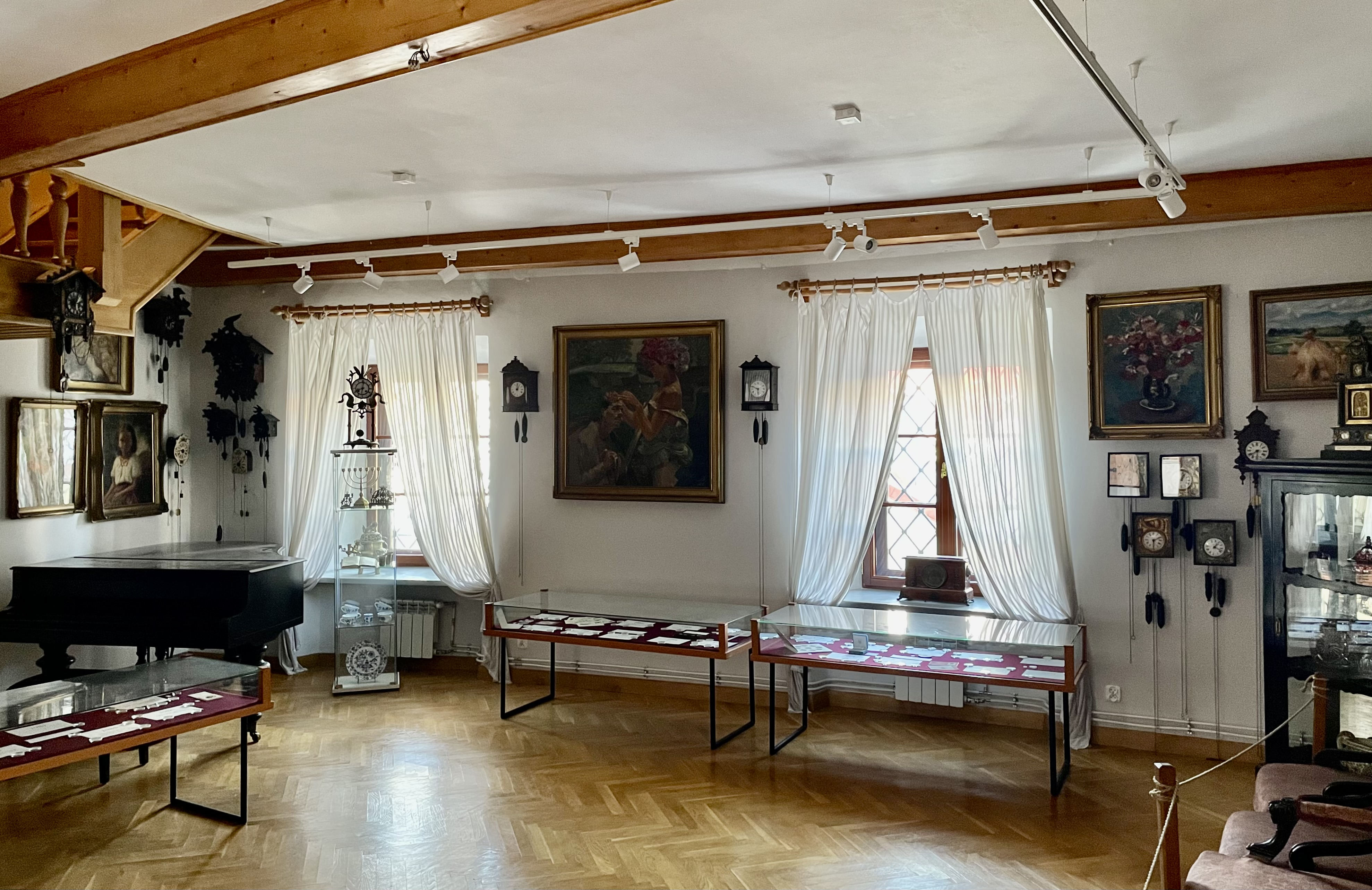
Ekspozycja Kolekcjonerskiego saloniku mieszczańskiego na parterze domu

W roku 1609 książę Janusz Ostrogski ufundował kolegium mansjonarzy, po czym budynek prebendy św. Bartłomieja został przez nich przejęty. Od tego też czasu zaczęto określać go mianem domu Mansjonarzy.
Wraz z pożarami miasta i kryzysem, który nastał w XVII wieku, budynek ulegał degradacji. W 1697 roku na odbudowę zdewastowanej kamienicy asygnowano sumę 1000 złotych.
W XVIII wieku potwierdzono, że mansjonariusze mają swoją siedzibę w dawnej prebendzie św. Bartłomieja, czyli w domu Mansjonarzy. W wieku tym, w nieokreślonych dokładnie latach, przeprowadzone zostały prace budowlane, polegające na nakryciu domu Mansjonarzy wraz z sąsiednim domem prebendy zamkowej wspólnym dachem, a także połączeniu wnętrz obu budowli.
W 1766 roku stwierdzono, że przylegające do domu Mikołajowskiego pomieszczenia były nieużytkowane. Po zajęciu Tarnowa przez Austrię w wyniku I rozbioru Polski, dom w roku 1786 został przejęty na rzecz austriackiego Funduszu Religijnego. Uchodził on już wówczas za jeden budynek.
W 1795 roku przeprowadzono oszacowanie, w którym stwierdzono niską wartość budynku, wynikłą z jego złego stanu technicznego. W tym samym roku zajęty został na cele mieszkania kanclerza i kancelarii biskupstwa. W owym okresie składał się z 10 pokoi, kuchni oraz umieszczonego na zewnątrz szaletu.

W roku 1805, po zniesieniu diecezji tarnowskiej, zlikwidowano diecezjalną kancelarię, a dom prawdopodobnie w wyniku licytacji własności kościelnych przeszedł w ręce prywatne. W 1822 roku budynek ponownie zmienił swe przeznaczenie, przechodząc z rąk Mikołaja Wittinga, będącego chirurgiem obwodowym, na cele szkolne. Umieszczono tu istniejącą do 1903 roku szkołę żeńską trywialną. W I ćwierci XIX w. za sprawą aktywnego w Tarnowie inżyniera obwodowego, Bonawentury Losi von Losenau, został wykonany niedatowany plan domu Mansjonariuszy. 

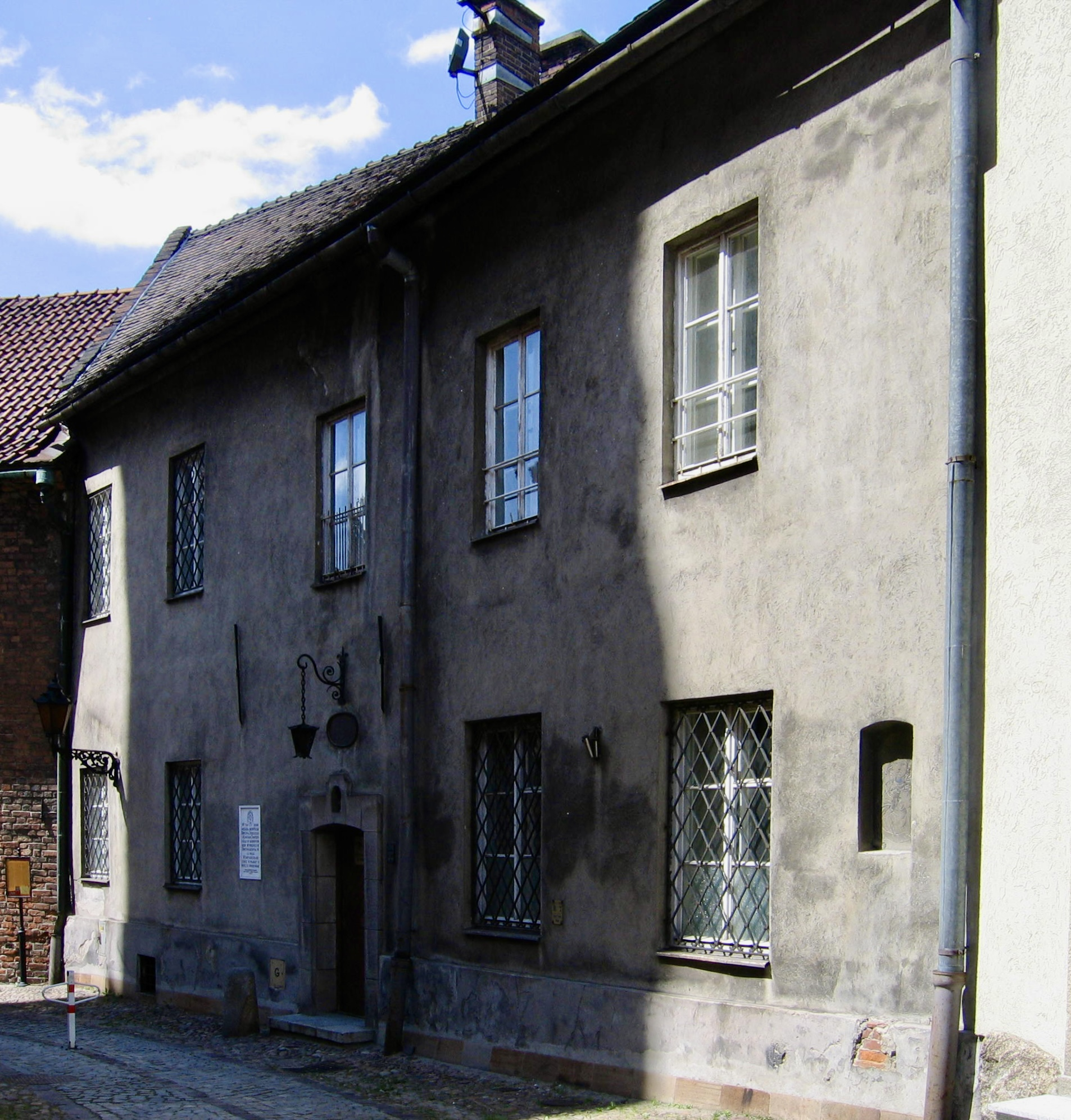
Fasada budynku przed rewitalizacją

W 1903 roku stan techniczny budynku był katastrofalny, władze miejskie określiły go mianem rudery. Rok później zdewastowany obiekt przejęło Towarzystwo św. Wincentego a Paulo. Później dom zajmowany był przez różne instytucje kościelne.
W 1914 roku w kamienicy mieściła się siedziba XIV Polskiej Drużyny Strzeleckiej i Komendy Obwodowej. Członkowie drużyny, mając na względzie zły stan budynku, z własnych środków wykonali remont i adaptowali budynek zgodnie ze swoimi potrzebami. Pomieszczenia pełniły funkcje sal ćwiczebno-wykładowych, szwalni, kancelarii komendy, kancelarii oddziału sanitarnego oraz magazynu. Drużyna w swoich pomieszczeniach organizowała m.in. ogólnodostępny kurs samarytański. Planowano również zorganizowanie szkoły podchorążych, jednakże zamierzenia te nie zostały zrealizowane przez wybuch I wojny światowej.
W roku 1934, w dwudziestą rocznicę wymarszu członków Drużyny Strzeleckiej na służbę w Legionach Polskich, w fasadę wmurowano tablicę upamiętniającą to wydarzenie. W 1938 roku budynek, decyzją biskupa tarnowskiego Franciszka Lisowskiego, na własność zakupiła tarnowska kuria diecezjalna.

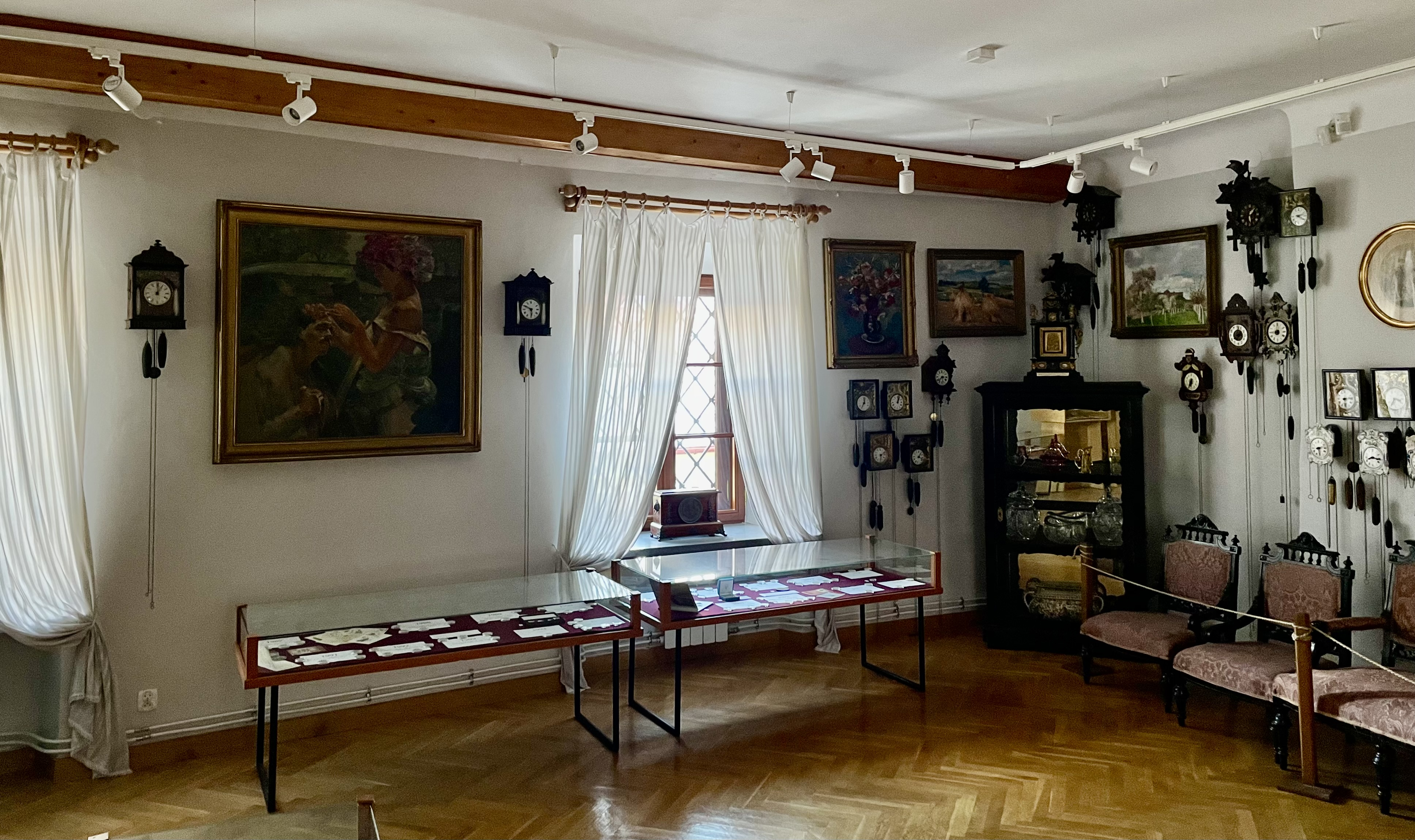
Ekspozycja muzealna na parterze

Po zakończeniu II wojny światowej w domu umiejscowione były sale katechetyczne, poradnia rodzinna oraz mieszkania dla księży.
W okresie powojennym kamienicę kilka razy poddano remontom. Prace budowlane odbywały się m.in. w latach 50., 60., 70, oraz 80. i obejmowały adaptację pomieszczeń do nowych celów. M.in. założono nowe instalacje: wodociągową, kanalizacyjną i centralnego ogrzewania, utworzono nową klatkę schodową, wymieniono posadzki i podłogi, a także zamontowano kotłownię dla ogrzewania bazyliki katedralnej. Przebito zamurowany portal, aby odtworzyć przejście między domem Mansjonarzy a domem Mikołajowskim.

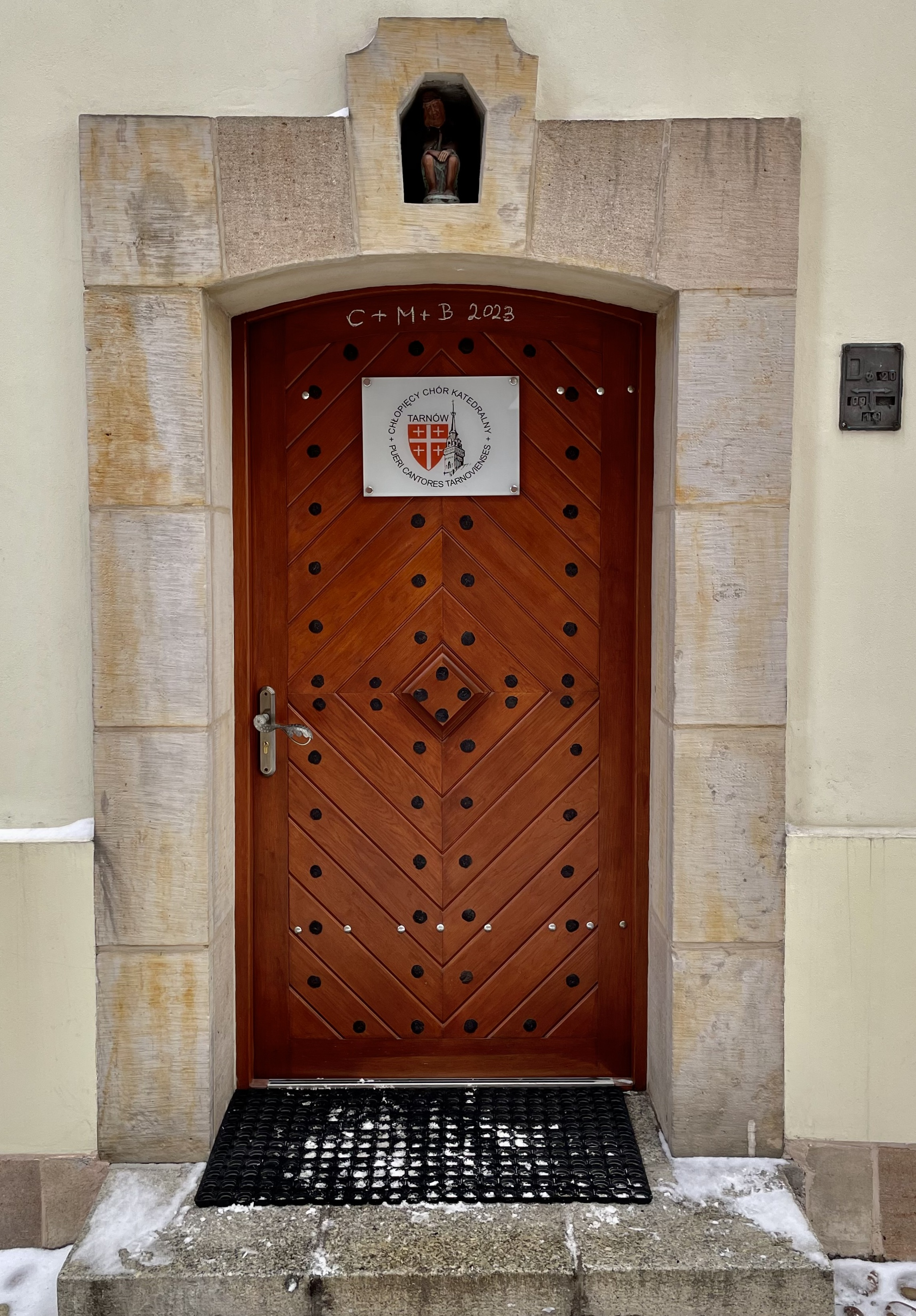
XIX-wieczny portal wejściowy z bramą klepkową

W roku 1997 dzięki staraniom Muzeum Okręgowego w Tarnowie i Rady Miasta Tarnowa odtworzono i wmurowano na nowo tablicę pamiątkową z 1934 roku.
W 2017 roku kamienica została wpisana do rejestru zabytków nieruchomych województwa małopolskiego (nr rejestru A-1477/M z dnia 13 września 2017 roku). Dwa lata później ze środków marszałka województwa małopolskiego przyznano dofinansowanie na rewitalizację jej stolarki oraz elewacji.
W zachodniej części domu Mansjonarzy umiejscowione są sale wystawiennicze Muzeum Diecezjalnego w Tarnowie, z ekspozycją zbiorów sztuki, pochodzących z darów z lat 1988 i 2019, zorganizowanych w ramach tzw. Kolekcjonerskiego saloniku mieszczańskiego. Wśród nich wystawiane są m.in. przykłady rzemiosła artystycznego, porcelany azjatyckiej i europejskiej, zegary szwarcwaldzkie, kolekcja numizmatów związanych z Janem Pawłem II oraz obrazy, w tym autorstwa Wojciecha Weissa oraz Jacka Malczewskiego. We wschodniej części budynku zlokalizowane są pomieszczenia chóru katedralnego Pueri Cantores Tarnovienses.

## Architektura

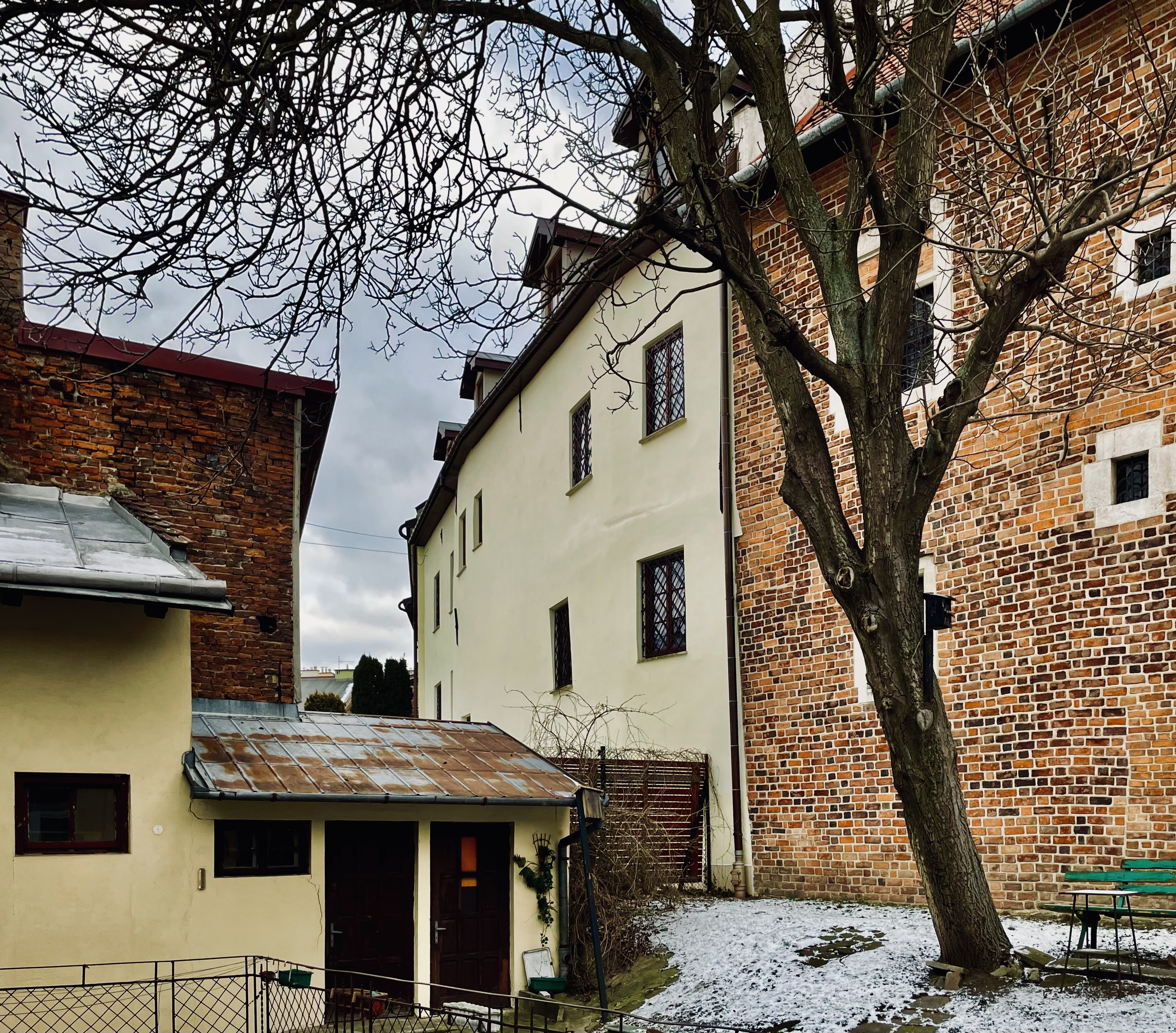
Widok z podwórza kamienicy przy ul. Wałowej 13 na tylną elewację budynku (po lewej)

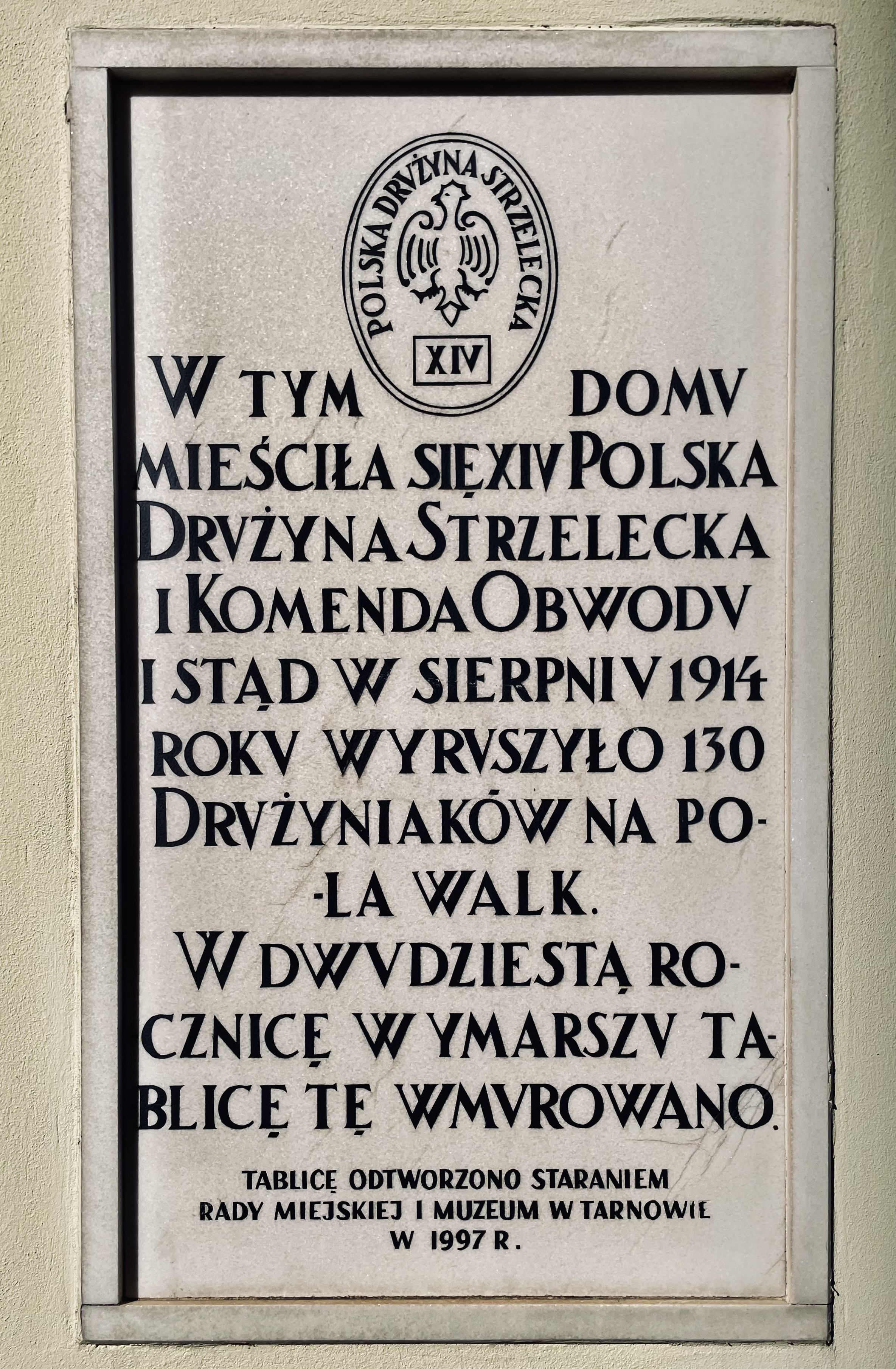
Wmurowana w fasadę tablica pamiątkowa z 1934 (1997) roku

Kamienica jest przykładem XVIII-wiecznego budynku mieszkalnego. Skonstruowano ją na planie wydłużonego nieforemnego czworokąta, z najdłuższym bokiem ustawionym wzdłuż pierzei placu Katedralnego. Jest dwukondygnacyjna i trzytraktowa w układzie poprzecznym. Posiada częściowe podpiwniczenie pod zachodnim traktem. Ściany budowli murowane są z cegły i obustronnie tynkowane, natomiast ściany piwnic wybudowano z kamienia i cegły. Konstrukcja bryły zaburzona jest wskutek istnienia na tyłach dwóch sąsiadujących ze sobą przybudówek.

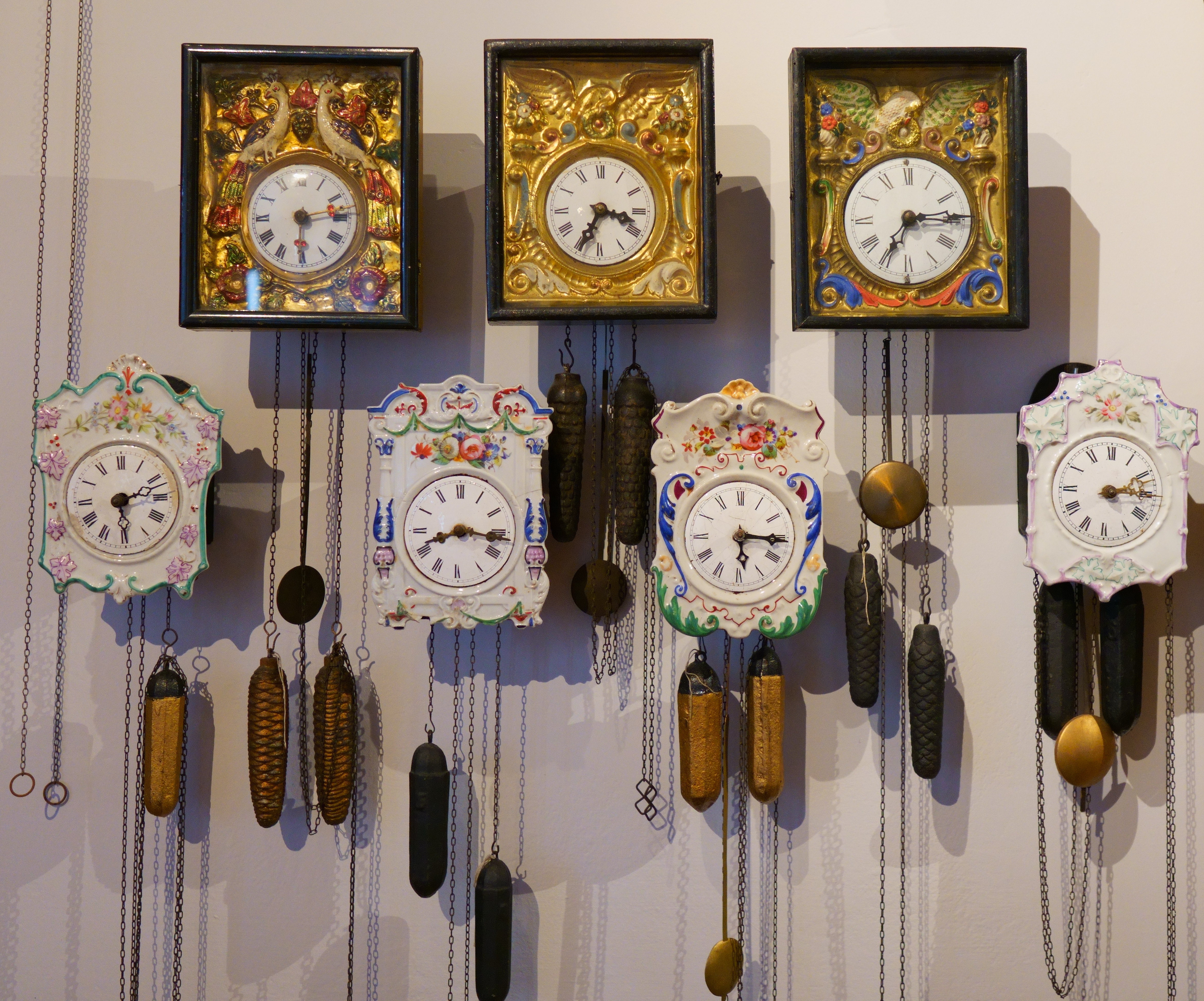
Część z ekspozycji zegarów szwarcwaldzkich na parterze domu

Budowla do poziomu gzymsu osiąga wysokość 7,30 m. Szerokość frontu jest równa 16,60 m, natomiast długości ścian wschodniej i zachodniej są odpowiednio równe 14,10 m i 7,30 m. Budynek ma powierzchnię użytkową 370 m², a kubaturę 1650 m³.
Według stanu z 1991 roku wyposażony jest w instalację elektryczną oraz centralne ogrzewanie. Jego właścicielem była wówczas Kuria Diecezjalna w Tarnowie.

### Elementy wnętrza
Piwnice, znajdujące się w zachodniej części domu, wybudowane z cegły i kamienia, nakryte są ceglanymi sklepieniami kolebkowymi. Podobnym sklepieniem nakryto także zejście do piwnic. Schody wybiegające z piwnic są jednobiegowe, wykonane z kamienia i ułożone na gruncie. Posadzkę w pomieszczeniach piwnicznych wykonano z cementu. Piwnice są jedyną częścią domu, która nie uległa zmianom przestrzennym w wyniku prac budowlanych.
Na trzytraktowy układ pomieszczeń nadziemnych, zarówno na parterze, jak i na piętrze, składają się sień z klatką schodową oraz dwa odchodzące od niej pomieszczenia o znacznej wielkości.
Sień, będąca traktem środkowym i pełniąca funkcje komunikacyjne, jest najwęższym pomieszczeniem, zlokalizowanym naprzeciwko drzwi wejściowych. Z sieni możliwy jest dostęp do innych pomieszczeń oraz głównej klatki schodowej, a także przybudówki, w której umieszczone zostały sanitariaty.
Pomieszczenia parteru umiejscowione w zachodniej części domu mają poziom wyższy od pozostałej części tej kondygnacji.

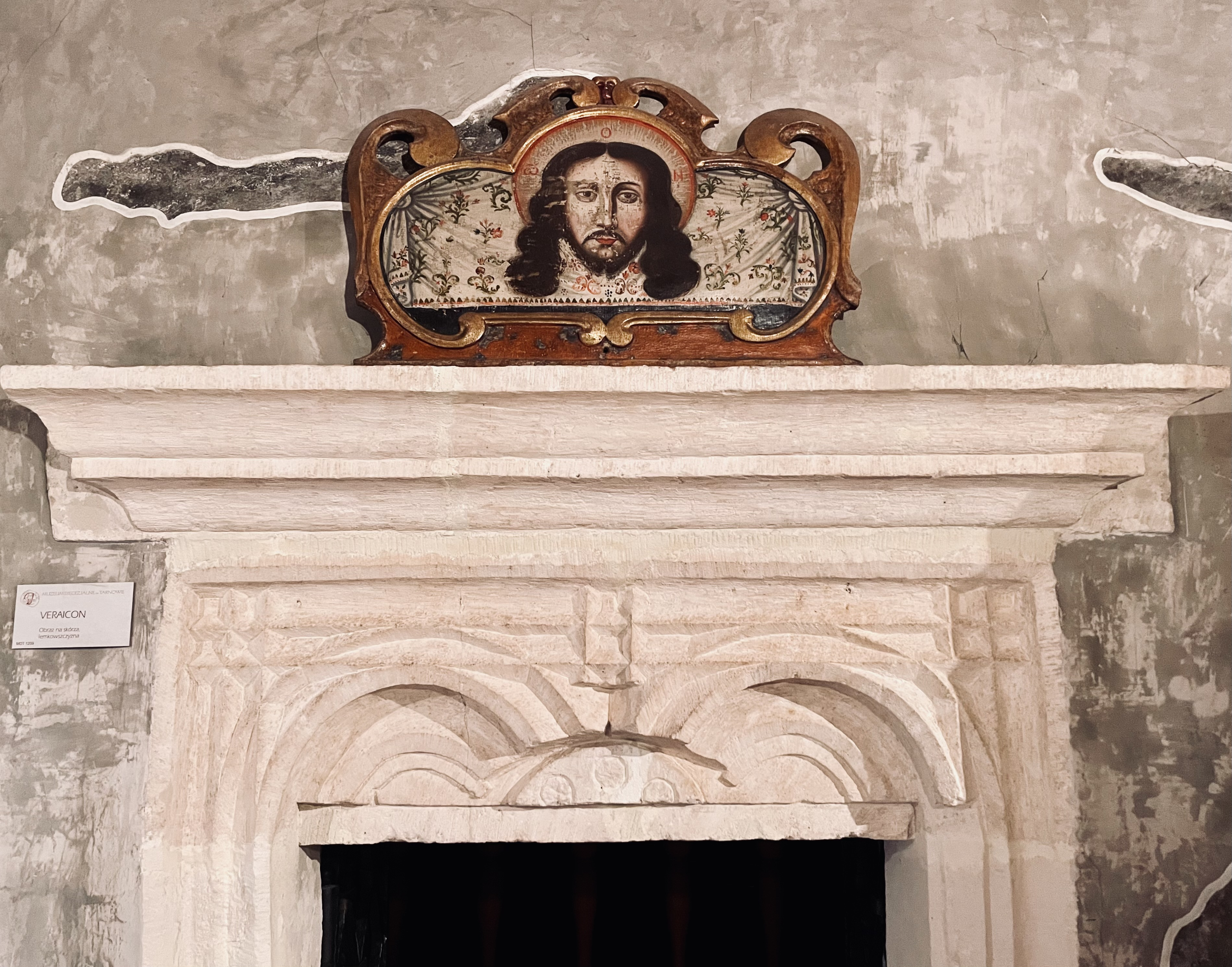
Renesansowy portal w domu Mikołajowskim mieszczący przejście między nim a domem Mansjonariuszy

Posadzki w korytarzach pomieszczeń nadziemnych wykonano z lastryka, natomiast podłogi w pozostałych salach posiadają pokrycia parkietowe. Główna klatka schodowa, wybiegająca z sieni na parterze i zapewniająca ciąg komunikacyjny pomiędzy parterem a wyższymi kondygnacjami, skonstruowana jest w dwubiegowym układzie powrotnym ze spocznikiem. Jej konstrukcja jest współczesna, płytowa i żelbetowa. Istnieje także druga klatka schodowa, zapewniająca komunikację między zachodnimi pomieszczeniami domu, łącząca także budynek z domem Mikołajowskim. Jest ona drewniana, jednokierunkowa i dwubiegowa, oparta na dwóch belkach policzkowych, również współczesna. Wyposażona jest także w spocznik oraz balasową balustradę. Wnętrza nie są oryginalne, swój wygląd zawdzięczają współczesnym pracom budowlanym.
Skrzydła drzwiowe w kamienicy są współczesne, drewniane i prostokątne. Zarówno drzwi zewnętrzne, jak i wewnętrzne są jednoskrzydłowe. Drzwi zewnętrzne opierzone są deskami ułożonymi ukośnie w kształcie rombu. Drzwi wewnętrzne są natomiast płytowe lub płycinowe.
Budynek ma poddasze, ale jest ono ciemne i nieużytkowe. Dostęp do niego jest z sąsiedniego budynku sądu biskupiego. Stropy pomieszczeń parteru i piętra wykonano z drewna, są belkowe z podsufitką i tynkowane.

### Część zewnętrzna
Elewacja frontowa uformowała się na przełomie wieków XIX i XX. Jest 5-osiowa, symetryczna i skromna, z powierzchnią ściany w surowym tynku. Nie występują dekoracje rzeźbiarskie, jak i podziały architektoniczne. Jej głównym elementem ozdobnym jest centralnie osadzony portal wejściowy z piaskowca. Portal składa się z klińców, z nadprożem w formie nieokazałego, lekkiego łuku, zwieńczonego charakterystycznym kluczem, wyższym od pozostałych klińców. Klucz ma niewielką wnękę, którą zajmuje figura Chrystusa Frasobliwego.

Nad portalem umieszczono owalny metalowy medalion, a ponad nim także zawieszoną na łańcuchu latarnię. W zachodniej części elewacji, na żeliwnym wsporniku pomiędzy oknami parteru, na poziomie ich nadproży, zlokalizowano również inną, drugą, sześciokątną latarnię. We wschodniej części fasady, na wysokości parteru, znajduje się na dodatek nieznacznych rozmiarów nisza. W elewacji, na wysokości stropu, unaocznione są również wykonane z żelaza kotwy ściągów o znacznej wielkości. 

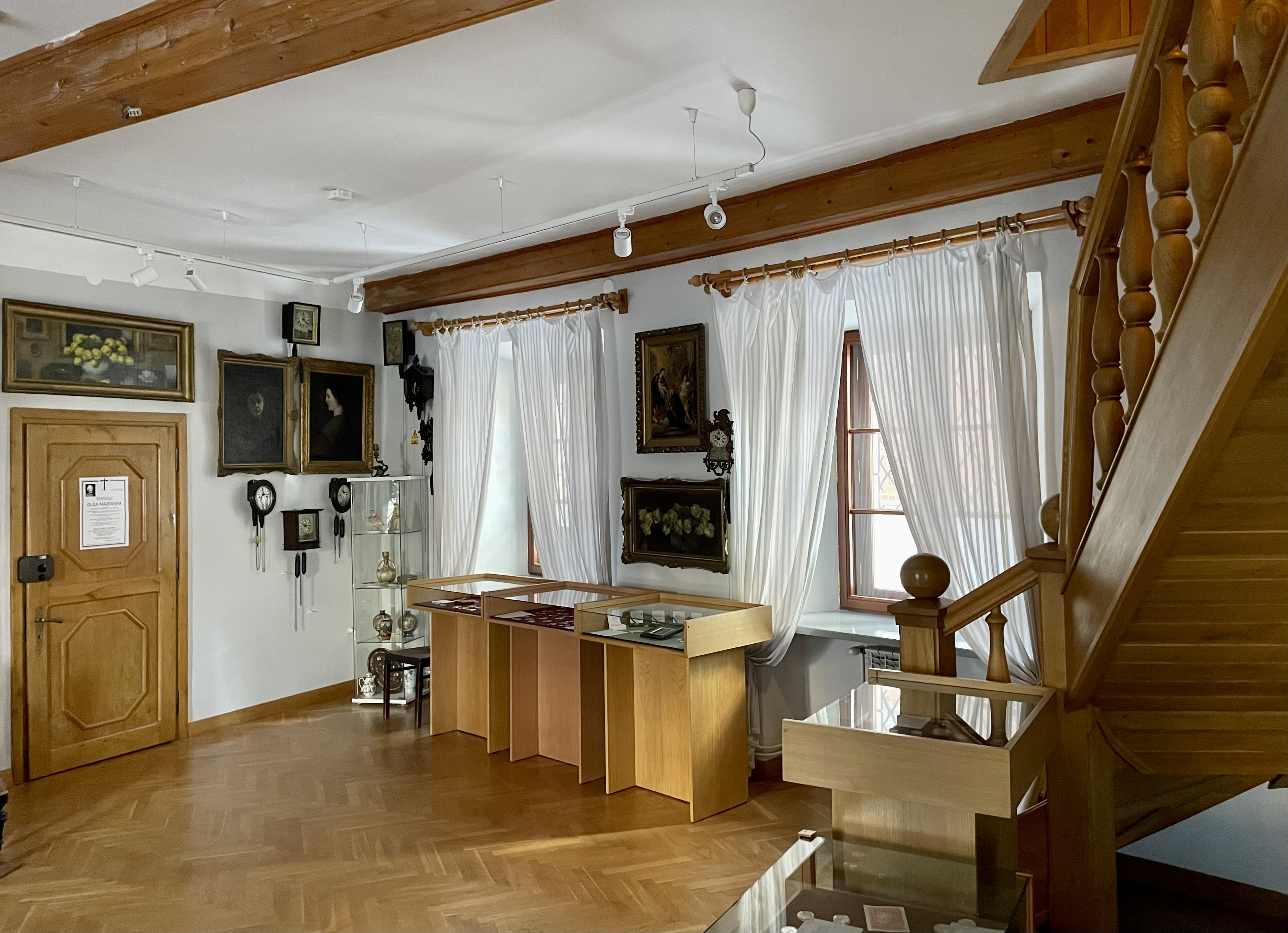
Sala wystawowa na parterze; widoczna także zachodnia klatka schodowa

Otwory okienne są prostokątne, ich rozłożenie odpowiada wewnętrznemu układowi funkcjonalnemu domu. Na każdej kondygnacji, po obu stronach portalu wejściowego, umieszczono po dwóch otworach okiennych. Otwory te w zachodniej części domu są ponadto podwyższone względem pozostałych o około 30 cm, a także zabezpieczone zewnętrznymi kratami wykonanymi z ukośnych prętów stalowych. W zachodniej części fasady istnieje również jedno kwadratowe i zakratowane okienko niewielkich rozmiarów, doświetlające pomieszczenia piwniczne. Okna wykonano z drewna, są dwuskrzydłowe, prostokątne i skrzynkowe. Poszczególne skrzydła okienne podzielono także szczeblinami na trzy mniejsze kwatery.

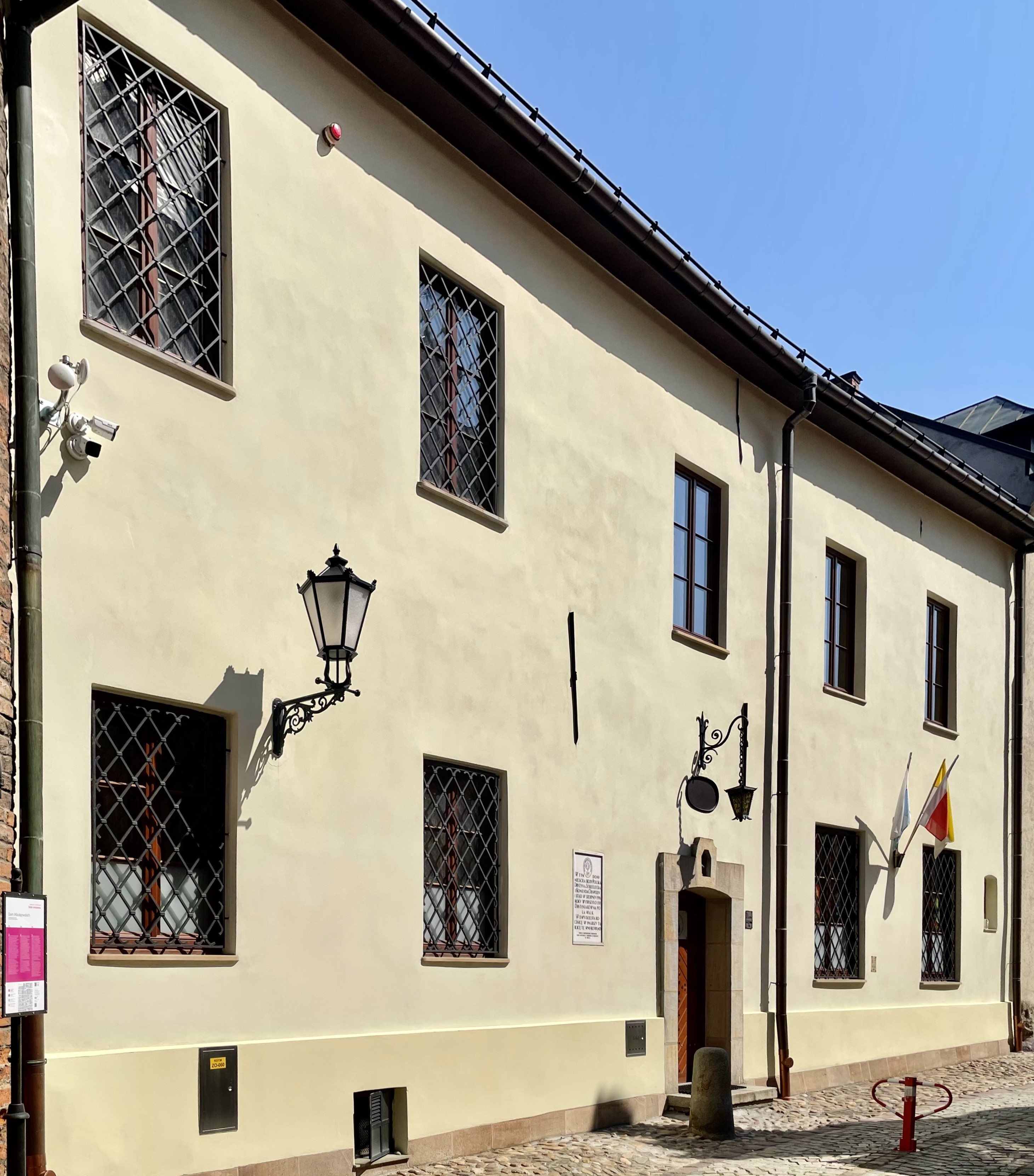
Widok na elewację domu Mansjonariuszy od strony domu Mikołajowskiego

Elewacja tylna jest skromna, tynkowana i gładka. Nie występują podziały architektoniczne. Wszelkie otwory są rozmieszczone nieregularnie, w kształcie prostokątne. Okna mają jednakową konstrukcję, jak te w fasadzie, aczkolwiek są mniejszych rozmiarów. Większa część tylnej ściany domu zasłonięta jest przez przybudówki.
Istnieją dwie przybudówki, częściowo przesłaniające tylną elewację. Jeden z tych obiektów, dwukondygnacyjny, sięga do poziomu wąskiego podwórza pomiędzy zabudową pl. Katedralnego, a pierzeją ul. Wałowej. W jej wnętrzu, do którego zapewniony jest dostęp z sieni, umiejscowione są sanitariaty. Nakryto ją trzyspadowym płaskim dachem, z pokryciem dachowym wykonanym z blachy. Drugi z obiektów, do którego dostęp możliwy jest z budynku sądu biskupiego, zlokalizowany wzdłuż całego wschodniego traktu, mieścił stolarnię, a na jego dachu, na poziomie parteru domu, utworzono przeszkloną werandę. Jest ona nakryta dachem pulpitowym, z blaszanym pokryciem dachowym.
Więźba dachowa jest drewniana, o ustroju płatwiowym z dwoma wieszakami. Kamienica nakryta jest dachem dwuspadowym, z połaciami w strukturze powierzchni prostokreślnych, które dostosowano do nieregularnej formy ścian. Od sąsiednich budynków połacie dachu oddzielono ścianami ogniowymi wykonanymi z cegieł. Według stanu z roku 1991, pokrycie dachowe wykonane było z dachówki ceramicznej, tzw. karpiówki, ułożonej w formie łuski.